# حكومة زيد بن شاكر الأولى
حكومة زيد بن شاكر الأولى هي الحكومة الخامسة والسبعون من حكومات المملكة الأردنية الهاشمية. شكّل زيد بن شاكر الحكومة في 27 أبريل عام 1989م، بتكليف من ملك الأردن الحسين بن طلال. وقد حلّت الحكومة في شهر ديسمبر 1989.

## التشكيل
| الاسم                                           | المهام الوزارية                              |
| ----------------------------------------------- | -------------------------------------------- |
| معالي الدكتور ناصر الدين محمد أحمد الأسد        | وزيرا للتعليم العالي                         |
| معالي المهندس محمد صالح الكيلاني                | وزيرا للمياة والري                           |
| معالي السيد نصوح سالم سليمان المجالي            | وزيرا للثقافة والإعلام                       |
| معالي السيد زياد راضي حسن عناب                  | وزيرا للصناعة والتجارة                       |
| معالي المهندس حكمت حسن أحمد الخماش              | وزيرا للنقل والاتصالات                       |
| معالي السيد باسل عبد الرحيم منيب جردانة         | وزيرا للمالية                                |
| معالي السيد راتب احمد إبراهيم الوزني            | وزيرا للعدل                                  |
| معالي الدكتور زياد محمد فريز فريز               | وزيرا للتخطيط                                |
| معالي الدكتور جمال عطالله سالم البدور           | وزيرا للعمل                                  |
| دولة الدكتور عدنان محمد عايش بدران              | وزيرا للزراعة                                |
| سمو الأمير زيد بن شاكر                          | رئيسا للوزراء ووزيرا للدفاع                  |
| معالي السيد سالم محمد سالم مساعدة               | نائبا لرئيس الوزراء ووزيراً للداخلية          |
| دولة السيد طاهر نشأت المصري                     | نائبا لرئيس الوزراء ووزيرا للشؤون الاقتصادية |
| معالي السيد مروان صدقي احمد القاسم              | نائبا لرئيس الوزراء ووزيرا للخارجية          |
| سماحة الدكتور الشيخ عبد العزيز عزت مصطفى الخياط | وزيرا للاوقاف والشؤون والمقدسات الاسلامية    |
| معالي السيد إبراهيم أيوب                        | وزيرا للتموين                                |
| معالي الدكتور زهير عبدالفتاح محمد ملحس          | وزيرا للصحة والتنمية الاجتماعية              |
| معالي الدكتور هشام محمد هاشم الخطيب             | وزيرا للطاقة والثروة المعدنية                |
| دولة الدكتور عبدالله عبدالكريم حمدان النسور     | وزيرا للتربية والتعليم                       |
| معالي السيد يوسف حمدان الجبر                    | وزيرا للشؤون البلدية والقروية والبيئة        |
| معالي المهندس شفيق فرحان خليل الزوايده          | وزيرا للاشغال العامة والاسكان                |
| معالي الدكتور عوض محمد عوده خليفات              | وزيرا للشباب                                 |
| معالي السيد ينال عمر حكمت مفدز                  | وزيرا للسياحة والاثار                        |
| معالي السيد إبراهيم يوسف إبراهيم عزالدين        | وزير دولة لشؤون رئاسة الوزراء                |

تعديل 02/09/1989
| الاسم                                    | المهام الوزارية                                   |
| ---------------------------------------- | ------------------------------------------------- |
| معالي الدكتور هشام محمد هاشم الخطيب      | وزيراللطاقةوالثروةالمعدنية ووزيراللاشغال بالوكالة |
| دولة الدكتور عدنان محمد عايش بدران       | وزيرا للتربية والتعليم                            |
| معالي الدكتور بسام خليل عبدالرحيم الساكت | وزيرا للزراعة                                     |

## وصلات خارجية
- موقع رئاسة الوزراء